# الخندق (أورتزاغ)
الخندق هي إحدى مشيخات المملكة المغربية، تتبع جغرافيا لإقليم تاونات وإداريًا لأورتزاغ. يقدر عدد سكانها بـ 6019 نسمة حسب الإحصاء الرسمي للسكان والسكنى لسنة 2004.